# Соториве (Тревизо)
Соториве је насеље у Италији у округу Тревизо, региону Венето.
Према процени из 2011. у насељу је живело 24 становника. Насеље се налази на надморској висини од 138 м.